# تپه سبز دره بسر
تپه سبز دره بسر مربوط به عصر مس - عصر مفرغ - عصر آهن - دوره اشکانیان است و در شهرستان خرم‌آباد، بخش چغلوندی، دهستان بیرانوند جنوبی، ۱ کیلومتری جنوبغرب روستای دره بسر واقع شده و این اثر در تاریخ ۲۸ اسفند ۱۳۸۵ با شمارهٔ ثبت ۱۸۵۶۰ به‌عنوان یکی از آثار ملی ایران به ثبت رسیده است.